# Конопля, Николай Иванович
Николай Иванович Конопля (род. 6 июля 1954, Дьяково, Антрацитовский район, Луганская область) — украинский агроном, доктор сельскохозяйственных наук (1994), профессор (2000).

## Биография
1971 начал работать рабочим в колхозе в Антрацитовском районе. В 1980 году окончил обучение в Луганском сельскохозяйственном институте — на агрономическом факультете, работал главным агрономом в одном из колхозов Троицкого района.
В течение 1981—1994 годов работал в днепропетровском Институте кукурузы — аспирант, младший, старший научный сотрудник, заведующий лабораторией, завотделом, заместитель директора по научной работе.
В 1984 году защищает кандидатскую диссертацию в Херсонском сельскохозяйственном институте, 1994 — доктор сельскохозяйственных наук — диссертация «Агробиологические аспекты ресурсосберегающей технологии выращивания кукурузы на зерно в послеукосных посевах на орошаемых землях на юге Украины».
С 1994 года перешел на работу в Луганский педагогический институт — как доцент кафедры биологии и проректор института. Впоследствии получил должность профессора и заведующий кафедры биологии.
В 1998—2001 годах, когда пединститут реформировали в национальный университет и началось открытие новых специальностей, эта кафедра называлась «кафедра биологии и экологии», однако уже с 1991 года, после выделения кафедры экологии, проф. Николай Конопля снова стал заведующим кафедрой биологии.
С 2012 года, после увольнения с должности заведующего кафедрой работает на той же кафедре в должности профессора.

## Научная работа
В основном работает над следующим темам: энергосберегающие экологически безопасные технологии выращивания кукурузы и флора и растительность Востока Украины.
В научном активе имеет более 300 работ, из них 12 монографий, учебников и пособий.
Как педагог подготовил 20 кандидатов наук, наибольшее количество научных наработок (монографии, гербарий, учебные пособия) сделана в соавторстве с Ольгой Курдюковой, ассистентом кафедры биологии.

## Некоторые работы
- 2004 — (с Исиковым В. П.) «Дендромикология»;
- 2005 — (с Соколовской И. Н.) «Кукурузные столбики — развитие, урожайность, использование»;
- 2006 — (с Н. Ю. Мацай) «Потенциальный запас семян и семенная продуктивность растений»;
- 2009 — (с А. М. Курдюковым, И. В. Костыря, М. А. Остапенко) «Сорняки-эфемеры и борьба с ними в посевах озимой пшеницы в степи Украины»;
- 2009 — (с А. Н. Курдюковым и Н. А. Мельником) «Распространение сорняков-аллергенов и борьба с ними в степной Украине»;
- 2010 — (с Курдюковым А. М.) «Кирказон обыкновенный (Aristolochia clematitis L.) — биология, вредоносность, меры контроля»;
- 2010 — (с Н. А. Мельником) «Распространение, морфобиологические особенности и контроль засоренности латуком татарским агрофитоценозов в северной степи Украины»;
- 2010 — (с Н. Ю. Мацай и С. И. Капустиным) «Семенная продуктивность некоторых сорняков северной степи Украины»;
- 2010 — (с Курдюковым А. М.) «Сорняки на приусадебных участках: видовой состав, распространение, обилие и их контроль»;
- 2010 — (с Н. Ю. Мацай, И. Н. Соколовской) «Биологические основы растениеводства и животноводства»;
- 2011 — «Программа и методические рекомендации к лабораторным работам и полевой практики по курсу „Почвоведение с основами геологии“»,
- 2012 — (с Курдюковой О. М.) — «Сорняки степей Украины».